# Morti nel 1418
| Questa pagina contiene informazioni ricavate automaticamente dalle voci biografiche con l'ausilio del template Bio e di un bot. L'aggiornamento è periodico e automatico e ricostruisce completamente la pagina. Se manca una persona in questa lista, sei pregato di non aggiungerla, ma accertati piuttosto che la sua voce biografica contenga il template Bio e che i dati anagrafici siano correttamente compilati. Se il template Bio manca, inseriscilo tu stesso o, in alternativa, metti l'avviso {{tmp\|Bio}} che ne segnala la mancanza. Se i dati riportati sono sbagliati, correggi direttamente la voce biografica; le modifiche saranno visibili in questa lista entro pochi giorni. Per chiarimenti vedi il progetto biografie. La lista contiene solo le 28 persone che sono citate nell'enciclopedia e per le quali è stato implementato correttamente il template Bio. Pagina aggiornata al 26 feb 2025. |

- 10 gennaio - Guglielmo II di Namur, nobile francese (n. 1355)
- 31 gennaio - Mircea il Vecchio, sovrano rumeno (n. 1355)
- 8 marzo - Carlo Zen, ammiraglio italiano (n. 1334)
- 22 marzo - Nicolas Flamel, scrittore e alchimista francese (n. 1330)
- 22 marzo - Teodorico di Nieheim, storico tedesco (n. 1345)
- 30 marzo - Giacomo de' Rossi, vescovo cattolico italiano
- 26 aprile - Teodoro II del Monferrato, marchese (n. 1364)
- 8 maggio - Giovanni Vici da Stroncone, religioso italiano
- 2 giugno - Caterina di Lancaster, sovrana spagnola (n. 1373)
- 12 giugno - Bernardo VII d'Armagnac, nobile francese
- 12 giugno - Jean de Montreuil, scrittore francese (n. 1354)
- 16 luglio - Al-Qalqashandi, storico e matematico egiziano (n. 1355)
- 18 luglio - Deodato II di Clermont-Lodève, nobile francese (n. 1325)
- 31 luglio - Anna di Lituania, nobildonna
- 16 agosto - Angelo Barbarigo, cardinale italiano
- 4 settembre - Antonio di Challant, cardinale e abate italiano
- 13 settembre - Beatrice Cane, nobile
- 15 settembre - Ibrahim I di Shirvan, sovrano azero
- 22 novembre - Guglielmo Carbone, cardinale italiano
- 25 novembre - Henry Beaufort, II conte di Somerset, conte britannico (n. 1401)
- 11 dicembre - Ludovico di Savoia-Acaia, nobile (n. 1364)
- Baldo de' Bonafarii, politico e diplomatico italiano
- Giacomo I Crispo, duca
- Richard Loqueville, compositore francese
- Aragonio Malaspina, arcivescovo cattolico e condottiero italiano
- Ostoja di Bosnia, sovrano bosniaco
- Marco I Pio, politico italiano
- Alessandro Šišman, principe bulgaro